# Vysoká škola sociální
Vysoká škola sociální (VŠS) byla vysoká škola, existující v letech 1947–1952 v Brně.

## Historie
Již krátce po skončení druhé světové války vznikla v květnu 1945 na brněnské Masarykově univerzitě (MU) skupina pedagogů, kteří chtěli vytvořit v pořadí pátou fakultu této univerzity, která by se zabývala sociálními vědami, do té doby vyučovanými na filozofické fakultě. V jejich čele stál sociolog Inocenc Arnošt Bláha a členy přípravného výboru byli odborníci z filozofické, lékařské i právnické fakulty MU. Návrh na zřízení sociální fakulty, jejíž absolventi se měli věnovat všem sociálním oborům a také zdravotně sociálním službám, však byl však zamítnut akademickým senátem univerzity. V Praze byl v té době připravován vznik nové Vysoké školy politické a sociální, takže založení nové samostatné vysoké školy v Brně s obdobným zaměřením, což byla možnost, jak po odmítnutí senátem MU dál pokračovat, nebylo podpořeno ministerstvem školství. Po vyjednávání nakonec v březnu 1946 vznikla brněnská pobočka sociální fakulty pražské školy. Dvouletý studijní obor, který měl v Brně fungovat, však studentům ani pedagogům nepostačoval, na což reagoval i tisk s veřejností. Padl i návrh na zřízení brněnské sociální fakulty v rámci pražské školy, nakonec však byla situace vyřešena vznikem samostatné Vysoké školy sociální.
Brněnská Vysoká škola sociální byla zřízena zákonem č. 124/1947 Sb., který vstoupil v účinnost 17. července 1947. Samotná škola pak vznikla k začátku zimního semestru akademického roku 1947/1948 a převzala činnost brněnského oddělení pražské Vysoké školy politické a sociální. Vyučovaly se zde lékařské disciplíny, právo, psychologie a sociologie. Škola neměla vlastní pedagogy, takže na ní externě učili profesoři z Masarykovy univerzity a odborníci z praxe. Po komunistickém převratu v únoru 1948 byl sbor pedagogů radikálně obměněn (vyučoval zde např. i Otto Šling), změny také nastaly ve výuce, kdy byla zcela zrušena výuka sociologie a omezeny byly právní a lékařské vědy. Od pátého do osmého semestru byli studenti rozděleni do dvou směrů, služba pracujícím a obecná sociální péče, k nimž v roce 1949 přibyl ještě jeden směr (družstevnictví a zemědělství). První studenti dokončili svoje studium na VŠS v létě 1949 a získali titul magistr sociálních věd. Absolventi doktorského studia pak od roku 1950 měli získávat titul doktora sociálních věd (RSDr.).
Škola původně neměla vlastní prostory, vyučovalo se po Brně v šesti různých pronajatých budovách. Až v květnu 1949 získala škola svoje zázemí v budově právnické fakulty MU v ulici Veveří. Vědecký ústav sociální, jenž při VŠS v roce 1948 vznikl, sídlil v dnešní ulici Gorkého čo. 6.
Zákonem č. 227/1949 Sb., který vstoupil v účinnost 4. listopadu 1949, však bylo nařízeno postupné rušení brněnské VŠS i dvou pražských škol. Místo nich byla v Praze zřízena nová Vysoká škola politických a hospodářských věd. Rušení bylo podle zákona postupné, počínaje prvním ročníkem (přijímací řízení bylo zrušeno již v září 1949 výnosem ministerstva školství). Stávající studenti mohli zbytek svého studia ještě absolvovat. Poslední absolventi proto opustili brněnskou Vysokou školu sociální v závěru roku 1951. Škola byla definitivně zrušena v roce 1952.

## Seznam rektorů
1. Inocenc Arnošt Bláha (1947–1948)
2. Mihajlo Rostohar (1948–1950)
od začátku roku 1950 vykonával povinnosti rektora prorektor Evald Tománek